# Michael Wong (Schauspieler)

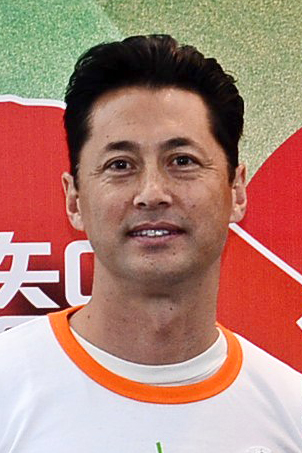
Michael Wong (2013)

Michael Fitzgerald Wong, auch bekannt als Wong Man-tak (chinesisch 王敏德, Pinyin Wáng Mǐndé, kantonesisch Wong Man-tak; * 16. April 1965 in Troy, New York) ist ein chinesisch-amerikanischer Schauspieler. Durch den Actionfilm Ultra Force von 1986, an der Seite von Michelle Yeoh und Hiroyuki Sanada, wurde er auch beim westlichen Publikum bekannt. Er spielte bisher in über 100 Produktionen.

## Leben
Michael Wong ist im New Yorker Ortsteil Troy geboren. Nach dem Abitur beschloss er nach Hongkong zu gehen.
Sein Debüt war 1983 der Kung Fu Film „Invincible Obsessed Fighters“. Der nächste Film, „Royal Warriors aka In the Line of Duty“, prägte das Rollenbild des taffen Außenseiters.
1986 war er mit Bruce Lees Sohn Brandon Lee in Ronny Yus Legacy of Rage zu sehen. Später war er auch an der Seite von Lees Tochter Shannon Lee in Enter the Eagles zu sehen. In Knock off von Tsui Hark durfte er neben dem belgischen Kampfsportler Jean Claude van Damme und dem amerikanischen Komiker Rob Schneider spielen.
Seine Brüder Russell Wong und Declan Wong sind ebenfalls Schauspieler in der Filmindustrie von Hongkong.
Er ist mit Model Janet Ma verheiratet und hat einen Sohn, Kadin Miles Wong, sowie zwei ältere Töchter, Kayla Wong und Irisa Shannon Wong.

## Filmografie (Auswahl)
- 1986: Ultra Force
- 1986: Legacy of Race (Born Hero)
- 1989: In the Line of Duty 4 (Red Force)
- 1991: Tiger Cage 3 (Tiger Cage)
- 1993: City Hunter
- 1993: Fatal Love
- 1994: Return to a Better Tomorrow
- 1994: The Final Option
- 1994: Treasure Hunt
- 1995: Jackie Chans Thunderbolt
- 1996: First Option
- 1996: Die Unfassbaren (Once a Thief) (Serie)
- 1997: Heisses Pflaster Hong Kong
- 1998: The Huntress
- 1998: Beast Cops
- 1998: And now you´re dead (Enter the Eagles)
- 1998: Knock off
- 2002: The New Option
- 2002: Partners
- 2005: Die sieben Schwerter
- 2009: Abgehört (Overheard)
- 2010: The Blood Bond
- 2012: Cold War
- 2013: Seven Assassins
- 2014: From Vegas to Macau
- 2014: Delete Lovers
- 2014: Transformers 4: Ära des Untergangs
- 2014: Zombie Fight Club
- 2015: Skiptrace